# Margarita García Flores (periodista)
Margarita García Flores (Nueva Rosita, Coahuila, 10 de junio de 1933) es una periodista, escritora y feminista mexicana. Especializada en cultura, ciencia y derechos de las mujeres, con Alaíde Foppa participó en la fundación de la revista fem (1976) considerada la primera revista feminista de América Latina, de la que fue editora. En 1982 fue reconocida con el Premio Nacional de Periodismo de México por su trabajo en el programa radiofónico "Diálogos" 

## Trayectoria
Realizó estudios de contabilidad en su ciudad natal. En 1953 se trasladó a la Ciudad de México para ingresar en la Facultad de Filosofía y Letras de la Universidad Nacional Autónoma de México (UNAM) donde trabajó entre 1957 y 1983.

### Periodista y escritora
Desde 1953, trabajó para su alma mater durante más de veinticinco años, como jefa de prensa, jefa de redacción de la Gaceta UNAM ((1968–1969), jefa del Departamento de Humanidades en 1970 y jefa de la Unidad Editorial de Difusión Cultural (1980-1983), entre otros cargos.
Realizó la cobertura de noticias del movimiento estudiantil en México de 1968, del cual fue simpatizante. Entre sus trabajos destaca la labor realizada para la colección Material de Lectura.  En 1973, fue fundadora y directora de la revista Los Universitarios (1973–1983) para reforzar la cultura universitaria y apoyar a escritores jóvenes.
Desde 1953 empezó también a colaborar en diversos medios con entrevistas a personajes relevantes del arte y la ciencia en revistas y suplementos culturales como  Nosotros (1960), Universidad de México (1967–1972), El Día y su suplemento, “El Gallo Ilustrado” (1964–1970); “Revista Mexicana de Cultura” (1956–1970),  El Nacional; “Diorama de Cultura”, del Excelsior; “La Cultura en México”, de Siempre! y “La Onda” y de Novedades (1973 a 1979). 
En 1979 publicó Cartas marcadas con algunas de las entrevistas que realizó a escritores, dramaturgos y cineastas.

### Diálogos
De 1969 a 1985 fue conductora y productora del programa radiofónico Diálogos  transmitido por Radio UNAM en el que entrevistó con más de 360 personajes de la cultura, la literatura, las artes plásticas, escénicas y audiovisuales así como de las ciencias en México y Latinoamérica. Entre los personajes que entrevistó se encuentran Elena Poniatowska, José Revueltas Teodoro González de León, Abraham Zabludovsky, Rosario Castellanos, Dunia Wasserstrom (sobreviviente del campo de concentración de Auschwitz), Alberto Ruz Lhuillier, Víctor Flores Olea, Miguel León Portilla, Luis Villoro, Leopoldo Zea Aguilar y Agustín Yáñez entre muchos otros.

### Derechos de las mujeres - Fem
Defensora de los derechos de las mujeres, con Alaíde Foppa participó en la fundación en 1976 de la revista fem, considerada la primera revista feminista de América Latina.
En 1979 recopiló en ¿Sólo para mujeres?  la transcripción de veinte entrevistas radiofónicas a mexicanas activas en el movimiento de liberación femenino además de incluir una cronología de las principales acciones feministas desde 1691, con Sor Juana Inés de la Cruz, hasta 1979, año de la creación del Frente Nacional de Lucha por la Liberación y los Derechos de la Mujer. 
También publicó el ensayo  “Mafaldas o Susanitas”, en el que analiza los dos estereotipos creados por el humorista gráfico argentino Quino: las Mafaldas, rebeldes y críticas, y las Susanitas, convencionales y burguesas.
En 1982 fue reconocida con el Premio Nacional de Periodismo de México, siendo la quinta mujer reconocida con esta distinción.

## Premios y distinciones
- 1982 Premio Nacional de Periodismo de México en entrevista, por su labor en Radio UNAM[11]
- 1982 Mujer del Año

## Publicaciones

### Artículos
Sus entrevistas, ensayos y artículos, han sido publicados en suplementos culturales como Nosotros, Universidad de México, Los Universitarios, El Día, El Gallo Ilustrado, Revista Mexicana de Cultura, Diorema de Cultura, La Cultura de México, Sábado y La Onda entre otros. 

### Libros
- ¿Sólo para mujeres?: y en medio de nosotras el macho como un dios (1979)[12]
- Cartas marcadas (1979) Editorial UNAM con dibujos de Rogelio Naranjo.
- Aproximaciones y reintegros (1982)